# Corneli Cos
Cos (en llatí Cossus) era el nom d'una família patrícia de la gens Cornèlia. Va produir nombrosos personatges rellevants al segle v aC, però després va desaparèixer. El cognom Cos (Cossus) va ser adoptat després com a praenomen per una branca de la família dels Lèntuls de la gens Cornèlia. Inicialment formaven una única família de la que es va separar la dels Maluginenses (Maluginensis).
Membres destacats de la família van ser:
- Servi Corneli Cos Maluginense cònsol el 485 aC.
- Servi Corneli Cos, magistrat romà, possible cònsol que va matar el rei Lar Tolumni.
- Publi Corneli Cos, tribú amb potestat consolar el 415 aC.
- Gneu Corneli Cos, tribú amb potestat consolar el 414 aC i cònsol el 409 aC.
- Aule Corneli Cos, cònsol el 413 aC
- Publi Corneli Cos, tribú amb potestat consolar el 408 aC
- Publi Corneli Rutil Cos, dictador romà el 408 aC i tribú amb potestat consolar el 406 aC.
- Gneu Corneli Cos, tribú amb potestat consolar el 406 aC, 404 aC, i 401 aC.
- Publi Corneli Maluginense Cos, tribú amb potestat consolar el 395 aC.
- Aule Corneli Cos, dictador romà el 385 aC
- Aule Corneli Cos, tribú amb potestat consolar el 369 aC i 367 aC.